# John Carlos
John Wesley Carlos (Harlem, Nueva York, 5 de junio de 1945) es un exatleta olímpico. Su padre y madre nacieron en Cuba, y el es ganador de la medalla de bronce en la prueba de 200 metros lisos de los Juegos Olímpicos de México 1968. Adquirió fama internacional por realizar junto a su compatriota Tommie Smith el saludo del Poder Negro durante la ceremonia de entrega de medallas de dicha prueba.